# 大慶西駅
大慶西駅（だいけいにしえき）とは、中華人民共和国黒竜江省大慶市譲胡路区に位置する駅。

## 歴史
- 1900年 譲胡路駅として開業。
- 2013年11月20日 大慶西駅に改称[1]。

## 隣の駅
中華人民共和国鉄道部
浜洲線
大慶駅 - 大慶西駅 - 喇嘛甸駅
通譲線
壮志駅 - 大慶西駅
哈斉旅客専用線
大慶東駅 - 大慶西駅 - ドルボド駅

## 脚註
1. ↑  20日零时大庆西站开门纳客 普速场投入使用

座標: 北緯46度39分18秒 東経124度52分47秒 / 北緯46.6551度 東経124.8796度